# Nazionale di atletica leggera della Repubblica Democratica Tedesca
La nazionale di atletica leggera della Repubblica Democratica Tedesca era la rappresentativa della Repubblica Democratica Tedesca nelle competizioni internazionali di atletica leggera riservate alle selezioni nazionali.
Dopo la sconfitta nella Seconda guerra mondiale, la Germania fu invitata a partecipare alle varie manifestazioni sportive per la prima volta ai Giochi olimpici di Helsinki 1952, mentre nelle successive tre edizioni gareggiò come Squadra Unificata Tedesca, per poi presentare due rappresentative separate (Germania Est e Germania Ovest) a partire dai Giochi di Città del Messico 1968. La Germania Est partecipò con una propria selezione a tutte le competizioni internazionali dagli Europei di Budapest 1966 fino a quelli di Spalato 1990.

## Bilancio nelle competizioni internazionali
La nazionale tedesca orientale di atletica leggera vanta 5 partecipazioni ai Giochi olimpici estivi, dal 1968 al 1988, con l'eccezione dei Giochi olimpici di Los Angeles 1984, a causa del boicottaggio dell'Unione Sovietica e di quasi tutto il blocco orientale.
L'atleta della Germania Est più titolata ai Giochi olimpici è la velocista Renate Stecher, vincitrice di 6 medaglie, di cui 3 d'oro, 2 d'argento e 1 di bronzo.